# Grambow (Vorpommern)
Grambow ist eine Gemeinde im Landkreis Vorpommern-Greifswald im Osten Mecklenburg-Vorpommerns. Sie gehört zum Amt Löcknitz-Penkun mit Sitz in der Gemeinde Löcknitz.

## Geografie
Die Gemeinde Grambow liegt im Grundmoränengebiet zwischen dem Randowbruch an der Landesgrenze zu Brandenburg und dem unteren Odertal nahe Stettin (Szczecin). Das hügelige Gelände erreicht 75 m ü. NN (südöstlich von Ladenthin).
Umgeben wird Grambow von den Nachbargemeinden Ramin im Norden, Kołbaskowo im Osten, Nadrensee im Süden, Krackow im Südwesten sowie Glasow im Westen.

## Gemeindegliederung
| Ortsteile - Ladenthin - Neu-Grambow - Schwennenz - Sonnenberg | Wohnplätze - Grambow Bahnhof - Grambow-Ausbau - Schwennenz-Ausbau |

## Geschichte
Anfang 1930 war Grambow noch eine Landgemeinde im Landkreis Randow. Sie bestand aus den drei Ortsteilen Grambow, Bahnhof Grambow und Dampfmühle Grambow.
Am 1. Januar 1951 wurden die bisher eigenständigen Gemeinden Schwennenz und Sonnenberg eingegliedert.

### Einwohnerentwicklung
| Jahr | Grambow | Neu-Grambow | Schwennenz | Sonnenberg | Ladenthin | Quelle            |
| ---- | ------- | ----------- | ---------- | ---------- | --------- | ----------------- |
| 1900 | 310     | ---         | 412        | 177        | 307       | [ 4 ]             |
| 1925 | 387     | ---         | 401        | 207        | 292       | [ 5 ] [ 6 ] [ 7 ] |
| 1933 | 430     | ---         | 361        | 177        | 261       | [ 5 ] [ 6 ]       |
| 1939 | 416     | ---         | 358        | 197        | 278       | [ 5 ] [ 6 ]       |
| 1990 | 1208    | ---         | ---        | ---        | ---       | [ 8 ]             |
| 1995 | 1125    | ---         | ---        | ---        | ---       | [ 8 ]             |

| Jahr | Grambow | Neu-Grambow | Schwennenz | Sonnenberg | Ladenthin | Quelle |
| ---- | ------- | ----------- | ---------- | ---------- | --------- | ------ |
| 2000 | 1090    | ---         | ---        | ---        | ---       | [ 8 ]  |
| 2005 | 1032    | ---         | ---        | ---        | ---       | [ 8 ]  |
| 2010 | 980     | ---         | ---        | ---        | ---       | [ 8 ]  |
| 2015 | 875     | ---         | ---        | ---        | ---       | [ 9 ]  |
| 2020 | 853     | ---         | ---        | ---        | ---       | [ 10 ] |

Nach dem Zensus 2011 hat die Gemeinde einen Ausländeranteil von 12,4 %, wovon alle polnische Staatsbürger sind.

## Politik

### Bürgermeister
- 1981 bis 2004 Hans-Jürgen ten Hompel
- seit 2004 Mirko Ehmke

### Dienstsiegel
Die Gemeinde verfügt über kein amtlich genehmigtes Hoheitszeichen, weder Wappen noch Flagge. Als Dienstsiegel wird das kleine Landessiegel mit dem Wappenbild des Landesteils Vorpommern geführt. Es zeigt einen aufgerichteten Greifen mit aufgeworfenem Schweif und der Umschrift „GEMEINDE GRAMBOW * LANDKREIS VORPOMMERN-GREIFSWALD“.

## Sehenswürdigkeiten

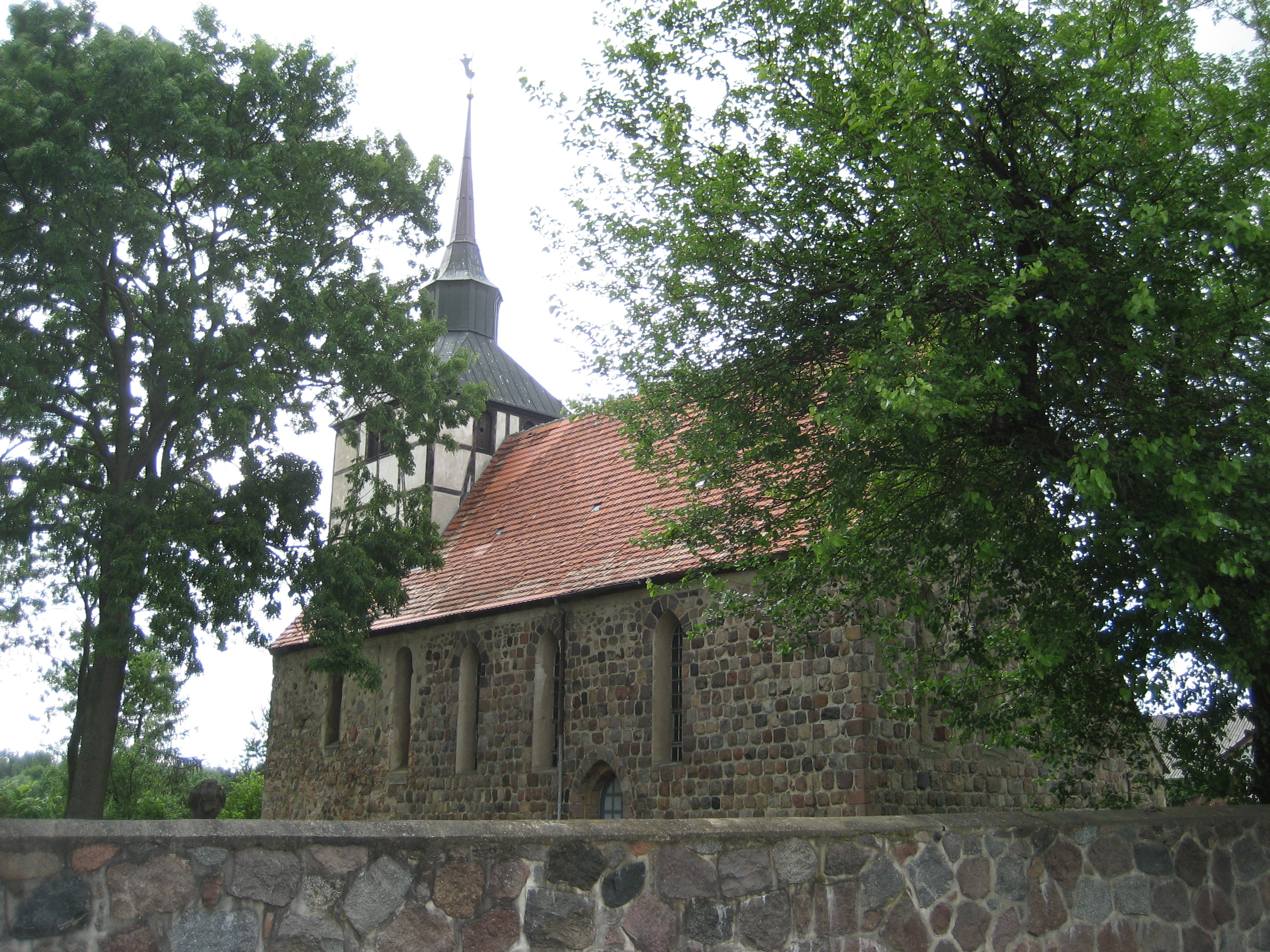
Dorfkirche Grambow

- In der Gemeinde Grambow steht eine aus Feldsteinen erbaute Dorfkirche, die mehrere hundert Jahre alt ist.
- Kennzeichnend für die Ortsteile Ladenthin, Schwennenz und Sonnenberg sind die über 700 Jahre alten Feldsteinkirchen.
- Das Biotop Hägesee-Verlandungsmoor befindet sich der näheren Umgebung.
- Grambow hat mit einem 300 Jahre alten Maulbeerbaum ein besonderes Naturdenkmal zu bieten.

## Verkehrsanbindung
Durch die Gemeinde Grambow führt die Bundesstraße 113.
Etwa 500 Meter nordöstlich des Hauptortes verfügt Grambow über einen Haltepunkt an der Bahnstrecke Bützow–Szczecin. Dieser ist der letzte vor der polnischen Grenze. Im Zweistundentakt verkehren Züge der RE-Linie 4.
Wenige hundert Meter östlich des Ortsteils Schwennenz befindet sich ein Grenzübergang für Fußgänger nach Bobolin (Boblin).

## Persönlichkeiten
- Editha von Wartensleben (1837–1895), Gattin des Erblandmarschalls Kuno Graf von Hahn
- Lothar Dräger (1927–2016), Comic- und Romanautor